# Aeroklub Lubelski
Aeroklub Lubelski – stowarzyszenie skupiające miłośników lotnictwa sportowego i rekreacyjnego. Siedziba aeroklubu znajduje się na lotnisku Lublin-Radawiec w Radawcu (gmina Konopnica).

## Historia
Aeroklub Lubelski powstał początkowo jako Koło Miłośników Lotnictwa (KML), które zostało powołane 15 sierpnia 1927 roku dzięki zainteresowaniu i inicjatywie pracowników Zakładów Mechanicznych Emil Plage i Teofil Laśkiewicz w Lublinie. Wśród założycieli Koła były znane postacie, m.in. Antoni Mroczkowski, as myśliwski z I wojny światowej i Jerzy Dąbrowski – późniejszy konstruktor samolotu PZL P-37 "Łoś".

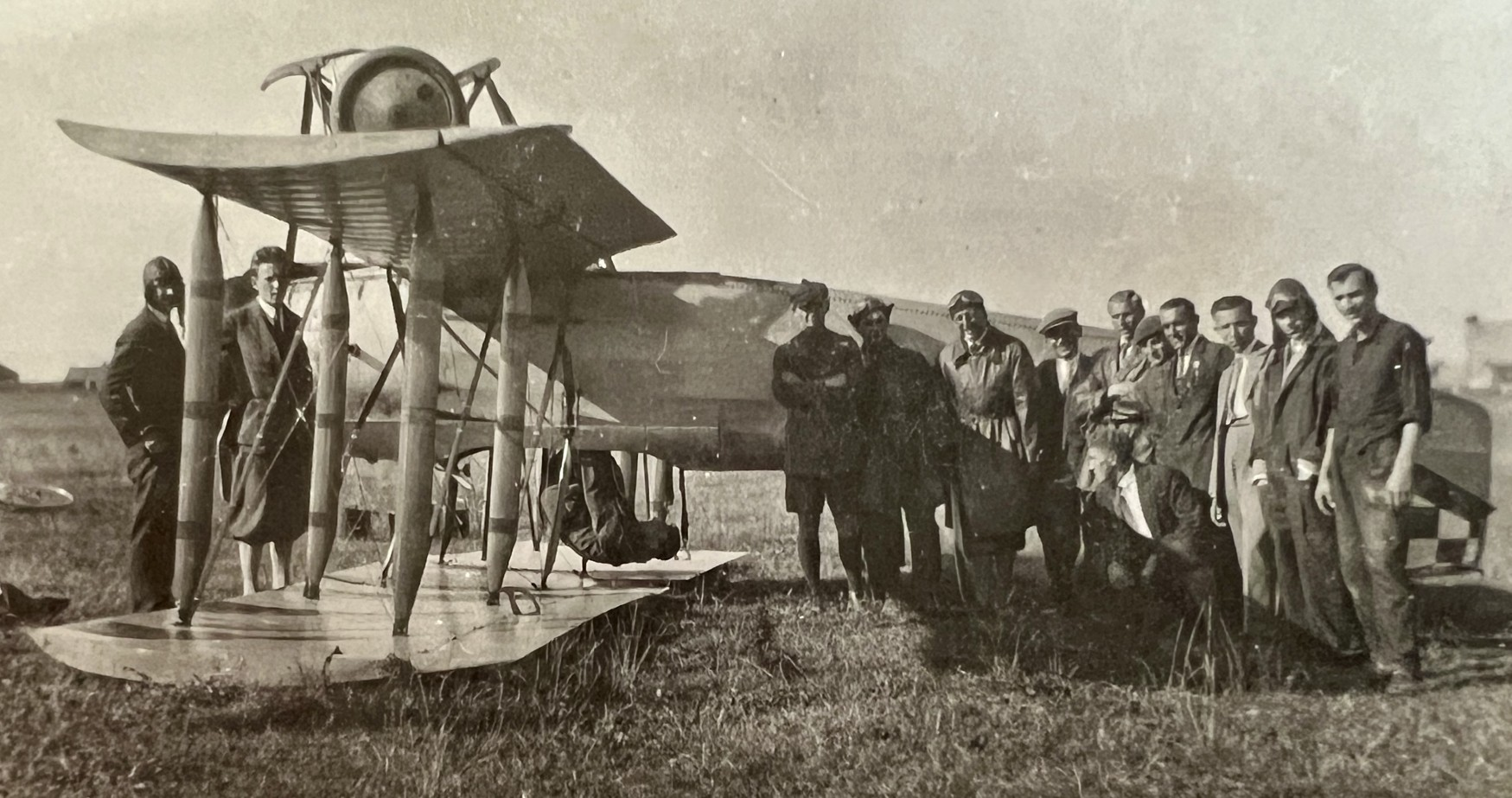
Lubelski Klub Lotniczy, drugi z lewej Zygmunt Martyniak - 27 sierpnia 1929.

Pierwszych lotów członkowie KML dokonywali na samolotach własnej konstrukcji. W dniu 13 kwietnia 1929 r. Koło zostało przekształcone w Lubelski Klub Lotniczy (LKL) z dwoma sekcjami: konstrukcyjną i lotniczo-treningową. Pierwsze lotnisko Klubu znajdowało się niemal w centrum Lublina – tam, gdzie jest obecnie osiedle Bronowice.
W roku 1931 z inicjatywy Lubelskiego Klubu Lotniczego i Klubu Lotniczego Podlaskiej Wytwórni Samolotów odbyły się pierwsze Lubelskie Zimowe Zawody Samolotowe – jedyne na świecie zimowe zawody samolotowe.
W czerwcu 1933 miesięcznik lotniczy "Skrzydlata Polska" donosił m.in., że pilot Zygmunt Martyniak lecąc samolotem Lubelskiego Klubu Lotniczego LKL-4, po pokonaniu 1343 km, uzyskał III miejsce w zlocie gwiaździstym do Warszawy zawodników krajowych podczas Drugiego Międzynarodowego Meetingu Lotniczego w Warszawie. 
Przedwojenny Lubelski Klub Lotniczy prowadził swą działalność w wielu sekcjach zainteresowań, a lubelscy lotnicy znani byli zarówno w kraju, jak i za granicą. Do nich zaliczają się:
- Wojciech Kołaczkowski, pilot myśliwski II wojny światowej, jeden z dowódców legendarnego Dywizjonu 303, I i II Polskiego Skrzydła Myśliwskiego,
- inż. Jerzy Rudlicki, znany konstruktor samolotów wojskowych "Lublin" – produkowanych w naszym mieście,
- Wacław Makowski, dyrektor Polskich Linii Lotniczych "LOT",
- oraz Paweł Zołotow, zasłużony instruktor, jeden z pierwszych polskich pilotów samolotowych, barwna postać lotnictwa, okresu zarówno przed jak i powojennego.

Działalność Aeroklubu doprowadziła do wyszkolenia sporej grupy pilotów wysokiej klasy. Walczyli Oni w dywizjonach bombowych i myśliwskich na wszystkich frontach II wojny światowej.
Po II wojnie działalność aeroklubu reaktywowano w sierpniu 1946 r. na lotnisku w Świdniku k. Lublina. W 1953 roku Aeroklub Lubelski został przeniesiony na zachód od Lublina do miejscowości Radawiec Duży, gdzie funkcjonuje do dzisiaj.
Aeroklub prowadził z sukcesami działalność w sekcjach: modelarskiej, spadochronowej, szybowcowej i samolotowej. W latach pięćdziesiątych instruktorem samolotowym klubu był ostatni dowódca Dywizjonu 303 Witold Łokuciewski.
Piloci wyszkoleni w klubie byli mistrzami polski i nieraz ustanawiali rekordy. Tu zaczęła latać najwybitniejsza polska pilotka szybowcowa, siedemnastokrotna rekordzistka świata Pelagia Majewska. Pierwsze kroki w Aeroklubie Lubelskim stawiał również Dowódca Sił Powietrznych gen. broni. pil. dr hab. Ryszard Olszewski oraz były szef sztabu Wojsk Lotniczych gen. dyw. pil. Henryk Pietrzak.

## Teraźniejszość
Aeroklub Lubelski pełni przede wszystkim funkcję organizacji propagującej i rozwijającej lotnictwo polskie, głównie w zakresie szkolenia, rekreacji i uprawiania sportów lotniczych. Dodatkowo prowadzona jest obsługa techniczna statków powietrznych, a w ramach działalności gospodarczej świadczone są również komercyjne usługi lotnicze dla innych firm i instytucji państwowych.
Na terenie lotniska działają także inne organizacje, takie jak:
- Lotnicze Pogotowie Ratunkowe ze śmigłowcem Mi-2,
- Straż Graniczna ze śmigłowcem Mi-2 i samolotem PZL-104M Wilga 2000.
- oraz w trakcie sezonu Zakład Usług Agrolotniczych z samolotem PZL M18 Dromader służącym głównie do gaszenia pożarów lasów,

W aeroklubie działają sekcje:
- samolotowa
- szybowcowa
- spadochronowa
- mikrolotowa
- modelarska
- balonowa

a także Klub Seniorów Lotnictwa.